# Gonimbrasia rectilineata
Gonimbrasia rectilineata is een vlinder uit de familie nachtpauwogen (Saturniidae). De wetenschappelijke naam van deze soort is, als Imbrasia rectilineata, voor het eerst geldig gepubliceerd in 1899 door Léon Sonthonnax.
De soort komt voor in het Afrotropisch gebied: Angola, Congo-Kinshasa, Kenia, Malawi, Zuid-Afrika, Tanzania, Oeganda en Zambia.
De larven hebben Uapaca kirkiana, Syzygium owariense, Salix-soorten en Diplorhynchus mossambicensis als waardplanten.

## Andere combinaties
- Nudaurelia rectilineata (Sonthonnax, 1899)

## Synoniemen
- Nudaurelia richelmanni Weymer, 1909[1]
- Gonimbrasia kasalensis
- Gonimbrasia mpalensis Sonthonnax, 1901
  - Nudaurelia mpalensis (Sonthonnax, 1901)